# Cúp Algarve 1997
Cúp Algarve 1997 (tiếng Anh: Algarve Cup 1997), giải bóng đá giao hữu thường niên diễn ra tại Algarve, Bồ Đào Nha từ 10 đến 16 tháng 3 năm 1997. Na Uy là đội tuyển vô địch của giải.

## Thể thức
Tại vòng bảng, tám đội được chia làm hai bảng. Các đội trong bảng thi đấu vòng tròn một lượt. Vòng phân hạng gồm bốn trận đấu: trận tranh hạng nhất giữa các đội đầu bảng, tranh hạng ba giữa các đội nhì bảng, tranh hạng năm giữa các đội thứ ba, và trận tranh hạng bảy giữa các đội cuối bảng.
- Giờ thi đấu là WET (UTC±0).

## Vòng bảng

### Bảng A
| Đội      | Đ | Tr | T | H | B | BT | BB | HS  |
| -------- | - | -- | - | - | - | -- | -- | --- |
| Na Uy    | 9 | 3  | 3 | 0 | 0 | 14 | 1  | +13 |
| Đan Mạch | 6 | 3  | 2 | 0 | 1 | 6  | 4  | +2  |
| Phần Lan | 3 | 3  | 1 | 0 | 2 | 3  | 7  | −4  |
| Iceland  | 0 | 3  | 0 | 0 | 3 | 1  | 12 | −11 |

| Đan Mạch | 4–1 | Iceland |
| -------- | --- | ------- |
|          |     |         |

| Na Uy | 5–1 | Phần Lan |
| ----- | --- | -------- |
|       |     |          |

| Na Uy | 6–0 | Iceland |
| ----- | --- | ------- |
|       |     |         |

| Đan Mạch | 2–0 | Phần Lan |
| -------- | --- | -------- |
|          |     |          |

| Na Uy | 3–0 | Đan Mạch |
| ----- | --- | -------- |
|       |     |          |

| Phần Lan | 2–0 | Iceland |
| -------- | --- | ------- |
|          |     |         |

### Bảng B
| Đội        | Đ | Tr | T | H | B | BT | BB | HS |
| ---------- | - | -- | - | - | - | -- | -- | -- |
| Trung Quốc | 9 | 3  | 3 | 0 | 0 | 6  | 0  | +6 |
| Thụy Điển  | 6 | 3  | 2 | 0 | 1 | 8  | 2  | +6 |
| Hà Lan     | 3 | 3  | 1 | 0 | 2 | 1  | 5  | −4 |
| Bồ Đào Nha | 0 | 3  | 0 | 0 | 3 | 0  | 8  | −8 |

| Trung Quốc | 3–0 | Bồ Đào Nha |
| ---------- | --- | ---------- |
|            |     |            |

| Thụy Điển | 4–0 | Hà Lan |
| --------- | --- | ------ |
|           |     |        |

| Trung Quốc | 1–0 | Hà Lan |
| ---------- | --- | ------ |
|            |     |        |

| Thụy Điển | 4–0 | Bồ Đào Nha |
| --------- | --- | ---------- |
|           |     |            |

| Trung Quốc | 2–0 | Thụy Điển |
| ---------- | --- | --------- |
|            |     |           |

| Hà Lan | 1–0 | Bồ Đào Nha |
| ------ | --- | ---------- |
|        |     |            |

## Vòng phân hạng

### Tranh hạng bảy
| Iceland           | 0–0 | Bồ Đào Nha |
| ----------------- | --- | ---------- |
|                   |     |            |
| Loạt sút luân lưu |     |            |
|                   | 4–3 |            |

### Tranh hạng năm
| Hà Lan | 1–0 | Phần Lan |
| ------ | --- | -------- |
|        |     |          |

### Tranh hạng ba
| Thụy Điển         | 0–0 | Đan Mạch |
| ----------------- | --- | -------- |
|                   |     |          |
| Loạt sút luân lưu |     |          |
|                   | 6–5 |          |

### Chung kết
| Na Uy             | 1–0 | Trung Quốc |
| ----------------- | --- | ---------- |
| Riise 75' (ph.đ.) |     |            |